# Microlicia viminalis
Microlicia viminalis är en tvåhjärtbladig växtart som beskrevs av José Jéronimo Triana. Microlicia viminalis ingår i släktet Microlicia och familjen Melastomataceae. Inga underarter finns listade i Catalogue of Life.

## Bildgalleri

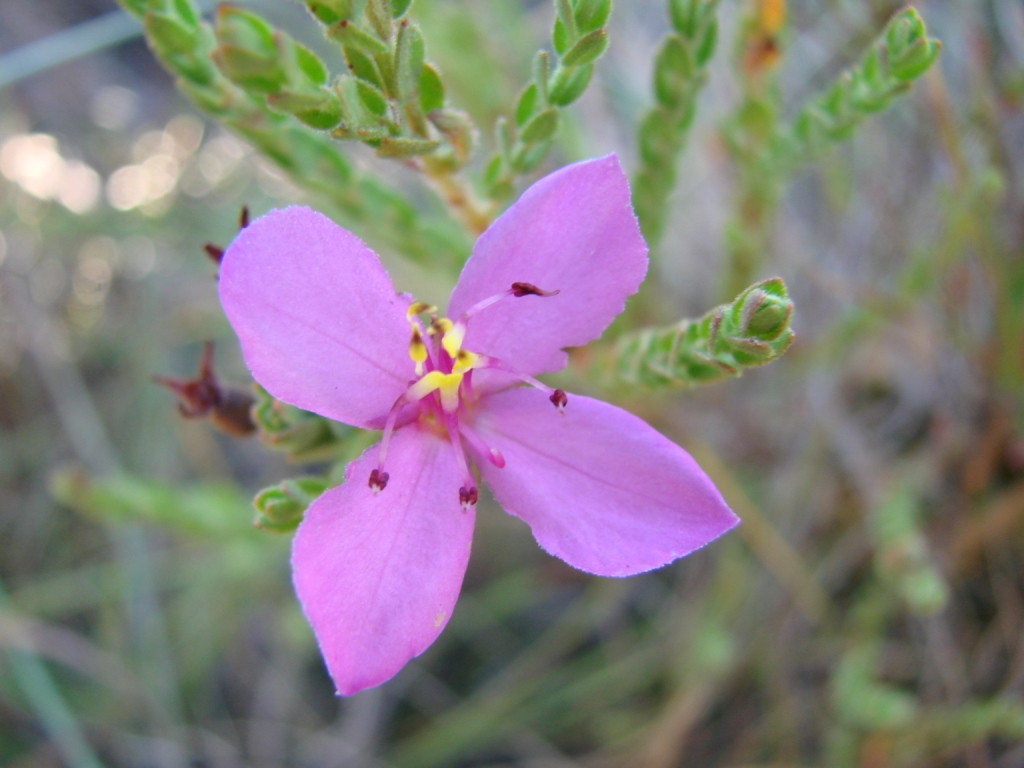
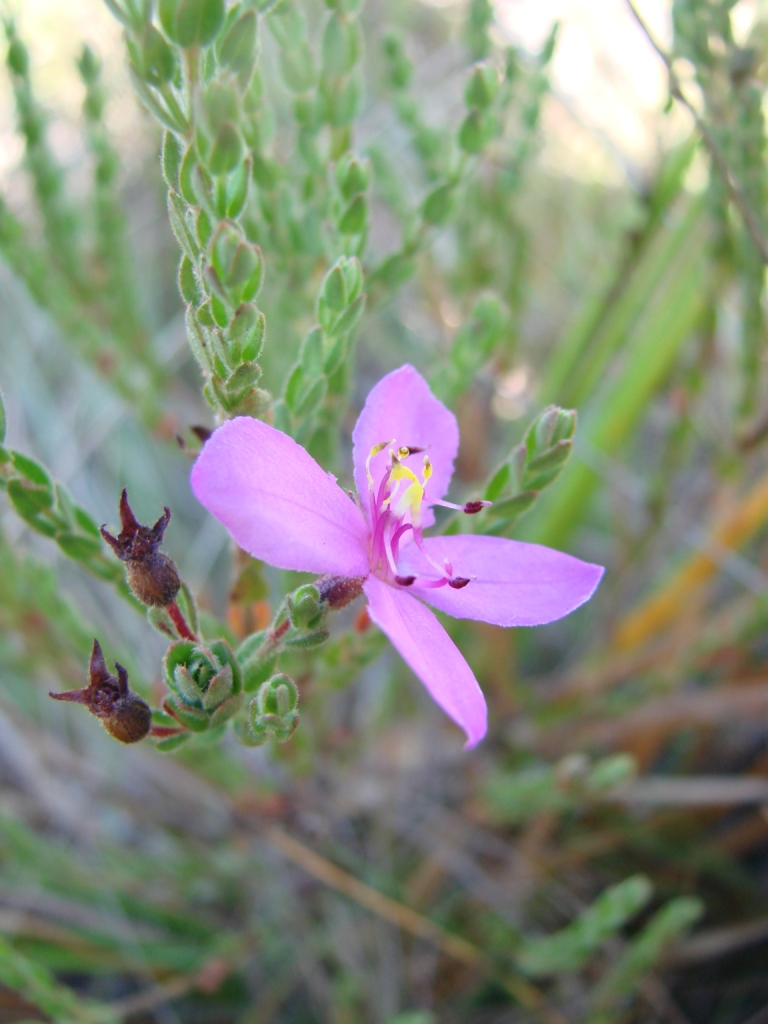
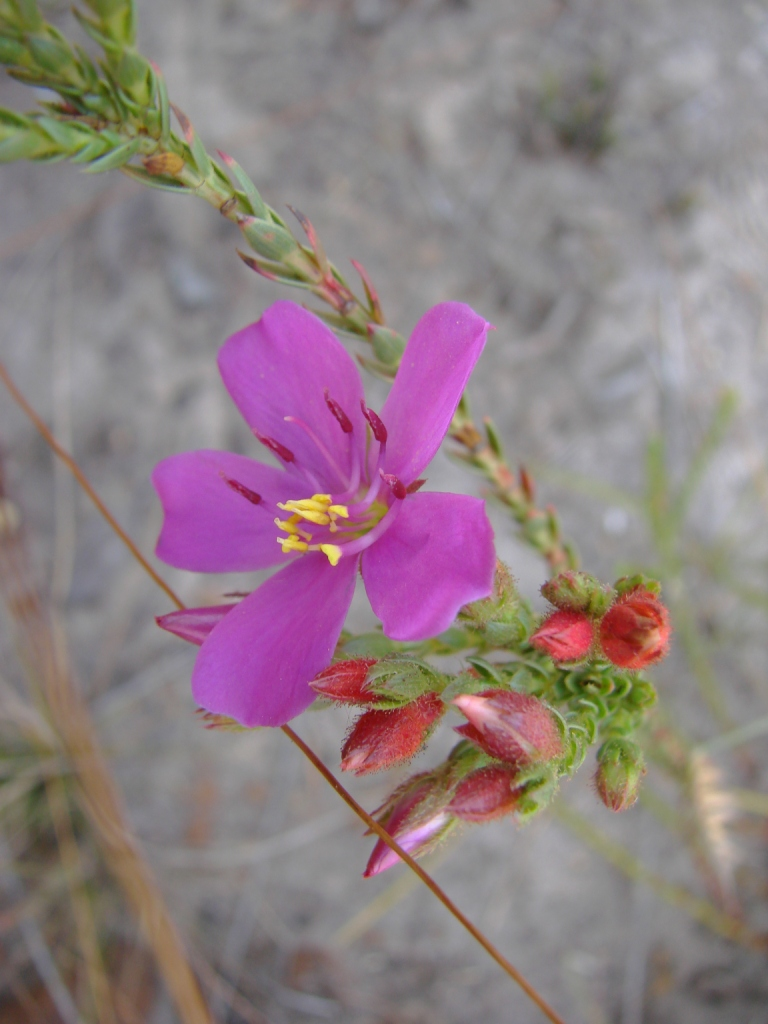
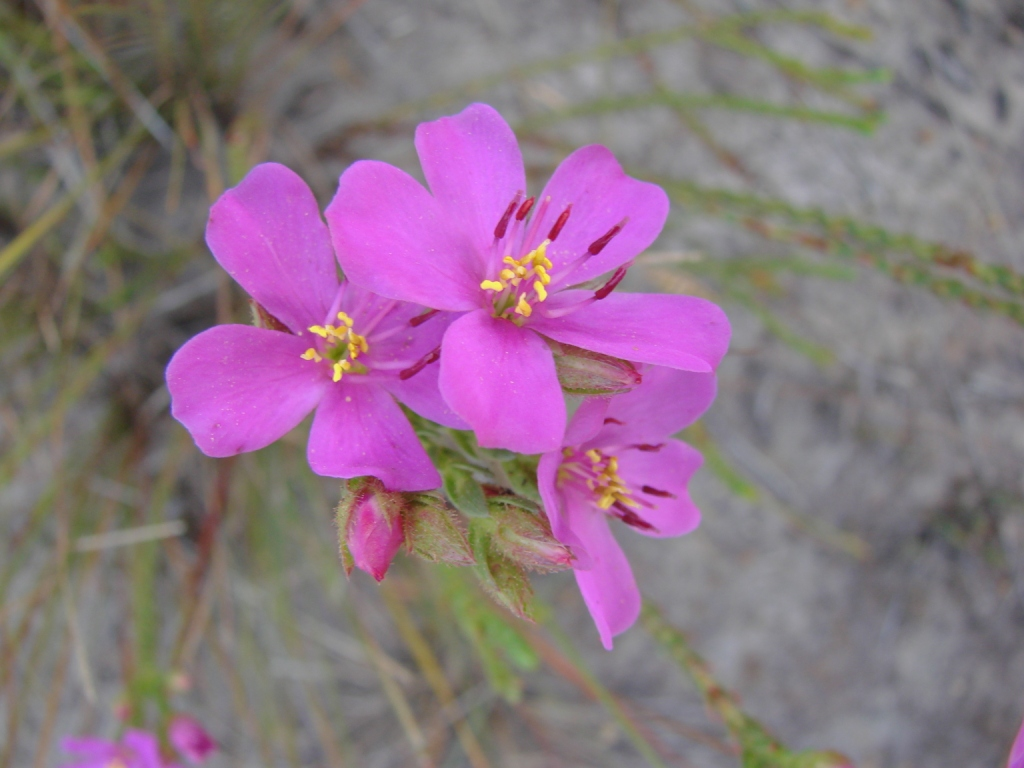